# Grupa abelowa wolna
Grupa abelowa wolna – grupa abelowa będąca zarazem algebrą wolną. Grupa abelowa jest wolna wtedy i tylko wtedy, gdy ma podzbiór o tej własności, że każdy element grupy daje się jednoznacznie przedstawić jako kombinacja liniowa o współczynnikach całkowitych elementów tego zbioru. Podobnie jak w przypadku przestrzeni liniowych, zbiór taki nazywany jest bazą. Z punktu widzenia teorii modułów, grupy abelowe wolne są modułami wolnymi nad pierścieniem liczb całkowitych.

## Własności
- Grupy abelowe wolne są algebrami wolnymi, a więc w szczególności każde dwie bazy abelowej grupy wolnej są równoliczne. Moc dowolnej bazy grupy abelowej wolnej nazywamy jej rangą.
- Dla każdej liczby kardynalnej {\displaystyle \kappa } istnieje grupa abelowa wolna rangi {\displaystyle \kappa .}
- Niech {\displaystyle G} będzie grupą abelową wolną oraz {\displaystyle A} grupą abelową. Jeżeli istnieje epimorfizm {\displaystyle h\colon A\to G,} to istnieje podgrupa {\displaystyle F} grupy {\displaystyle A} izomorficzna z grupą {\displaystyle G} taka, że {\displaystyle A=F\oplus \ker h.}
- Każda grupa abelowa {\displaystyle A} jest obrazem homomorficznym pewnej grupy abelowej wolnej. Ponadto, jeśli grupa {\displaystyle A} ma zbiór generatorów mocy {\displaystyle \kappa ,} to jest ona obrazem homomorficznym grupy abelowej wolnej rangi {\displaystyle \kappa .} Twierdzenie to pociąga wniosek, że każda grupa abelowa jest izomorficzna z grupą ilorazową pewnej grupy abelowej wolnej.
- Podgrupa grupy abelowej wolnej jest wolną grupą abelową.

## Przykłady
- Grupa {\displaystyle \mathbb {Z} } liczb całkowitych z dodawaniem. Bazami tej grupy są zbiory {\displaystyle \{1\},\{-1\}.}
- Suma prosta {\displaystyle \mathbb {Z} \oplus \mathbb {Z} ,} na mocy indukcji matematycznej przykład ten uogólnia się na skończoną rodzinę grup izomorficznych z {\displaystyle \mathbb {Z} .}
- Grupa addytywna pierścienia wielomianów o współczynnikach całkowitych. Bazą tej grupy jest np. zbiór {\displaystyle \{1,x,x^{2},x^{3},\dots \}.}
- Zewnętrzna suma prosta dowolnej rodziny grup abelowych wolnych jest grupą abelową wolną.
- Grupa Baera-Speckera, czyli iloczyn przeliczalnie wielu egzemplarzy {\displaystyle \mathbb {Z} } nie jest abelową grupą wolną[1], jednak każda jej przeliczalna podgrupa jest[2].